# يوفون أزرق القفا
يوفون أزرق القفا (الاسم العلمي: Chlorophonia cyanea) (بالإنجليزية: Blue-naped Chlorophonia)‏ هو نوع من الطيور يتبع جنس اليوفون الأخضر من فصيلة الشراشير الحقيقية.